# 潘朵拉 (科羅拉多州)
潘朵拉（英語：Pandora）是位於美國科羅拉多州聖米格爾縣的一個非建制地區。該地的面積和人口皆未知。

## 地理
潘朵拉的座標為37°56′00″N 107°47′08″W / 37.93333°N 107.78556°W，而該地的平均海拔高度為2729米（即8973英尺）。